# Zwickau-gruppen
Zwickau-gruppen eller Nationalsocialistiske Undergrund er en tysk nynazistisk terror-gruppe der blev dannet i Jena i Tyskland i 1997 der menes at stå bag de såkaldte Döner-morderne eller Döner-drabene.
Gruppen bestod af mindst tre medlemmer der gik under jorden i 1998.
Gruppen begik fra slutningen af 1990'erne og frem til november 2011 en række forbrydelser, blandt andet mord på mindst ni indvandrere og en kvindelig betjent,
samt røverier.
Det var et mislykket røveriforsøg, der førte politiet på sporet af gruppens dæklejlighed i Zwickau i Sachsen, hvor politiet forsøgte at anholde to af gruppens medlemmer, der forinden nåede at begå selvmord i en autocamper. Udover de to mænd er en kvinde og en mand blevet anholdt.
Politiets og Verfassungschutz', den tyske efterretningstjenestes, rolle i sagen er blevet kritiseret af både medier, politikere og universitetsfolk med ord som "skandale", en "skændsel for Tyskland" og "Watergate for tysk sikkerhedspolitik". En konsekvens heraf er at tyske højreekstremister med voldelige tendenser vil blive registeret i en database hos politiet.

## Tidslinje
| Dato              | Begivenhed | Sted              |
| ----------------- | --- | ----------------- |
| 1997              | Gruppen bliver dannet. | Jena i Thüringen  |
| 1998              | Tre af gruppens medlemmer går under jorden | Thüringen         |
| 9. marts 1999     | En bombe bliver udløst på byens folkeuniversitet i forbindelse med en udstilling om værnemagten. Ingen mennesker kommer til skade.               | Saabrücken        |
| 9. september 2000 | Gruppen udfører det første mord på en indvandrer. Den 38årig Enver Şimşek af tyrkisk herkomst bliver myrdet.                                     | Nürnberg          |
| 13. juni 2001     | Abdurrahim Özüdoğru bliver myrdet med to skud i hovedet, af den samme pistol som slog Enver Şimşek ihjel.                                        | Nürnberg          |
| 27. juni 2001     | Mellem 10:45 og 11:15 bliver 31-årige Süleyman Taşköprü bliver myrdet, samme pistol som er brugt ved de andre to mord.                           | Hamburg           |
| 29. august 2001   | Det fjerde offer Habil Kılıç, 38årig familiefar og blomsterhandler, bliver skudt i sin blomsterbutik.                                            | München           |
| 25. februar 2004  | Mehmet Turgut bliver myrdet af gruppen med tre skud i hovedet og nakken, politiet i Rostock fandt en sammenhæng med mordet på Süleyman Taşköprü. | Rostock           |
| 9 juni 2004       | Søm-bombe eksploderer i bydelen Mülheim, 22 mennesker bliver såret.>                                                                             | Köln              |
| 5. juni 2005      | Den 50årige İsmail Yaşar, der ejede en kebab-forretning, bliver myrdet af gruppen.                                                               | Nürnberg          |
| 15. juni 2005     | Theodoros Boulgarides bliver myrdet i sin butik mellem 18:15 og 19:00.                                                                           | München           |
| 4. april 2006     | Kioskejer Mehmet Kubaşık bliver myrdet tidligt på aften, han bliver fundet i sin butik.                                                          | Dortmund          |
| 6. april 2006     | Det sidste offer med indvandrerbaggrund bliver myrdet, Halit Yozgat bliver skudt i hovedet på en cafe.                                           | Kassel            |
| 25. april 2007    | Gruppen myrder den kvindelig betjent Michéle Kiesewetter, hendes kollega overlever attentatet, men husker intet.                                 | Heilbronn         |
| 2011              | Gruppens lejlighed afsløres efter et mislykket røveri                                                                                            | Zwickau i Sachsen |